# Integração regional

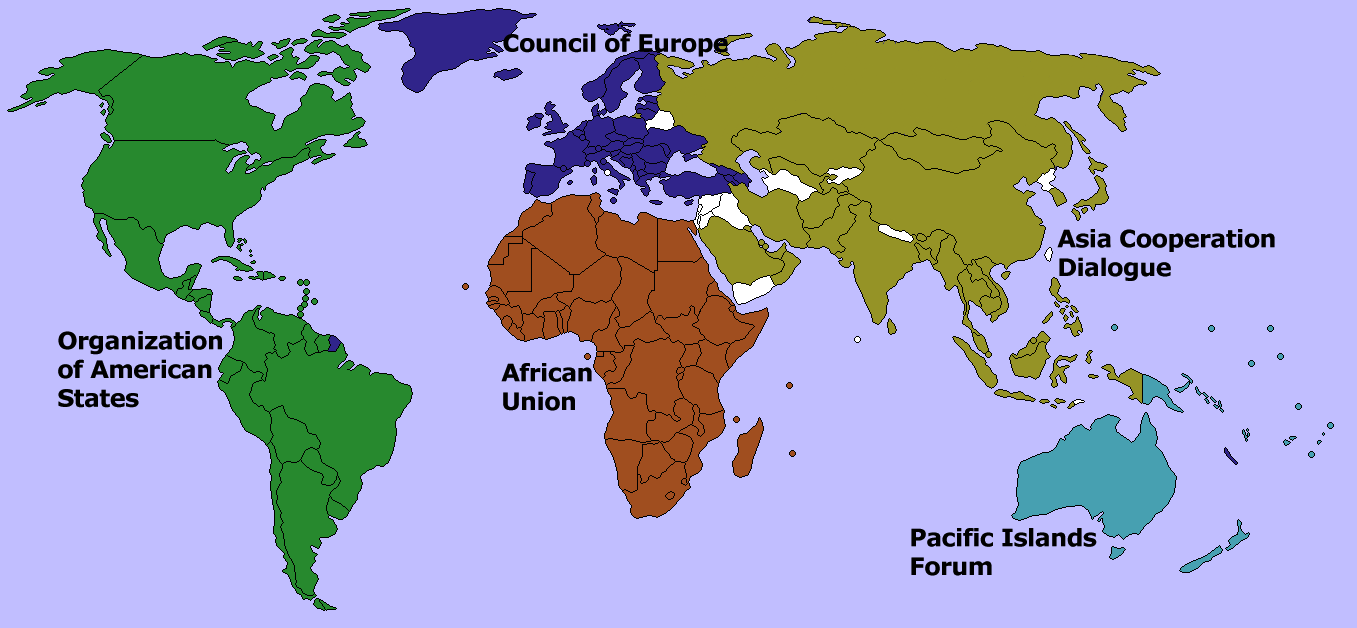
Organizações que agrupam quase todos os países em seus respectivos continentes. Observe que a Rússia é membro tanto do Conselho da Europa (COE) quanto do Diálogo de Cooperação da Ásia (ACD), e Cuba foi reintegrada como membro da Organização dos Estados Americanos (OEA) em 2009

A integração regional é o processo pelo qual dois ou mais Estados-nação concordam em cooperar e trabalhar em conjunto para alcançar a paz, a estabilidade e a riqueza. Normalmente a integração envolve um ou mais acordos escritos que descrevem detalhadamente as áreas de cooperação, bem como alguns órgãos de coordenação que representam os países envolvidos.
Essa cooperação geralmente começa com a integração econômica e, à medida que continua, passa a incluir a integração política. Podemos descrever a integração como uma escala, no qual inicialmente não há nenhuma nenhuma integração entre dois ou mais países. O ponto máximo representaria a integração completa entre dois ou mais países. Isso significa que os estados integradores se tornariam de fato um novo país — em outras palavras, integração total. A fase intermediária representa o mercado único, ou seja, a conclusão da integração econômica.

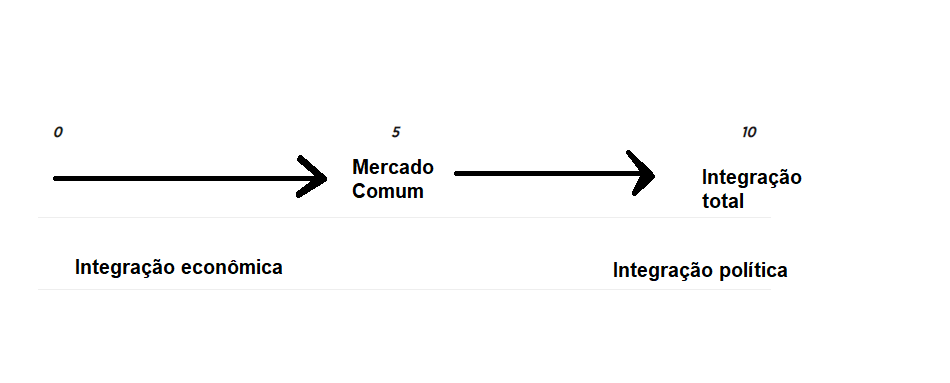
Modelo de integração regional

A integração econômica é o processo pelo qual diferentes países concordam em remover as barreiras comerciais entre eles. As barreiras comerciais podem ser tarifas (impostos impostos sobre as importações de um país), cotas (um limite para a quantidade de um produto que pode ser importado) e restrições de fronteira. Por exemplo, Canadá, México e Estados Unidos formaram o Acordo de Livre Comércio da América do Norte (NAFTA), que reduz as barreiras comerciais entre os três países.
O mercado único é o ponto médio da escala de integração entre a integração política e a integração económica. É o ponto em que as economias dos estados cooperantes se tornam tão integradas que todas as barreiras aos movimentos de trabalho, bens e capital são removidas. Nesta fase, os estados integrantes estabelecem uma tarifa externa comum sobre bens de outros países – isso é chamado de união aduaneira. Um passo adicional no processo de integração econômica pode ser a adoção de uma moeda comum, com a política monetária regulada por um único banco central.
A Integração política é um processo avançado, no qual as economias dos países cooperantes se integram completamente num mercado único, surge a necessidade de políticas comuns de política social (educação, saúde, subsídios de desemprego e pensões) e instituições políticas comuns. Isso é integração política e sua culminação ocorre quando os países cooperantes estão tão integrados que compartilham as mesmas políticas externas e fundem seus exércitos. Com efeito, eles formam um novo país.

Várias organizações regionais menores com associações não sobrepostas

É um processo em que os países vizinhos firmam um acordo para aprimorar a cooperação por meio de instituições e regras comuns. Os objetivos do acordo podem variar de econômicos a políticos e ambientais, embora normalmente tenha assumido a forma de uma iniciativa de economia política em que os interesses comerciais são o foco para alcançar objetivos sociopolíticos e de segurança mais amplos, conforme definidos pelos governos nacionais. A integração regional tem sido organizada por meio de estruturas institucionais supranacionais ou por meio de tomadas de decisão intergovernamentais , ou uma combinação de ambos.
Esforços anteriores de integração regional muitas vezes se concentraram na remoção de barreiras ao livre comércio na região, aumentando a livre circulação de pessoas, mão de obra, bens e capital através das fronteiras nacionais, reduzindo a possibilidade de conflito armado regional (por exemplo, por meio de Confiança e Segurança — Construindo Medidas), e adotando posturas regionais coesas em questões políticas, como meio ambiente, mudanças climáticas e migração.
O comércio intra-regional refere-se ao comércio que se concentra no intercâmbio econômico principalmente entre países da mesma região ou zona econômica. Nos últimos anos, países dentro de regimes de comércio econômico, como a ASEAN no Sudeste Asiático, por exemplo, aumentaram o nível de comércio e troca de mercadorias entre si, o que reduz a inflação e as barreiras tarifárias associadas aos mercados estrangeiros, resultando em prosperidade crescente.

## Visão Geral

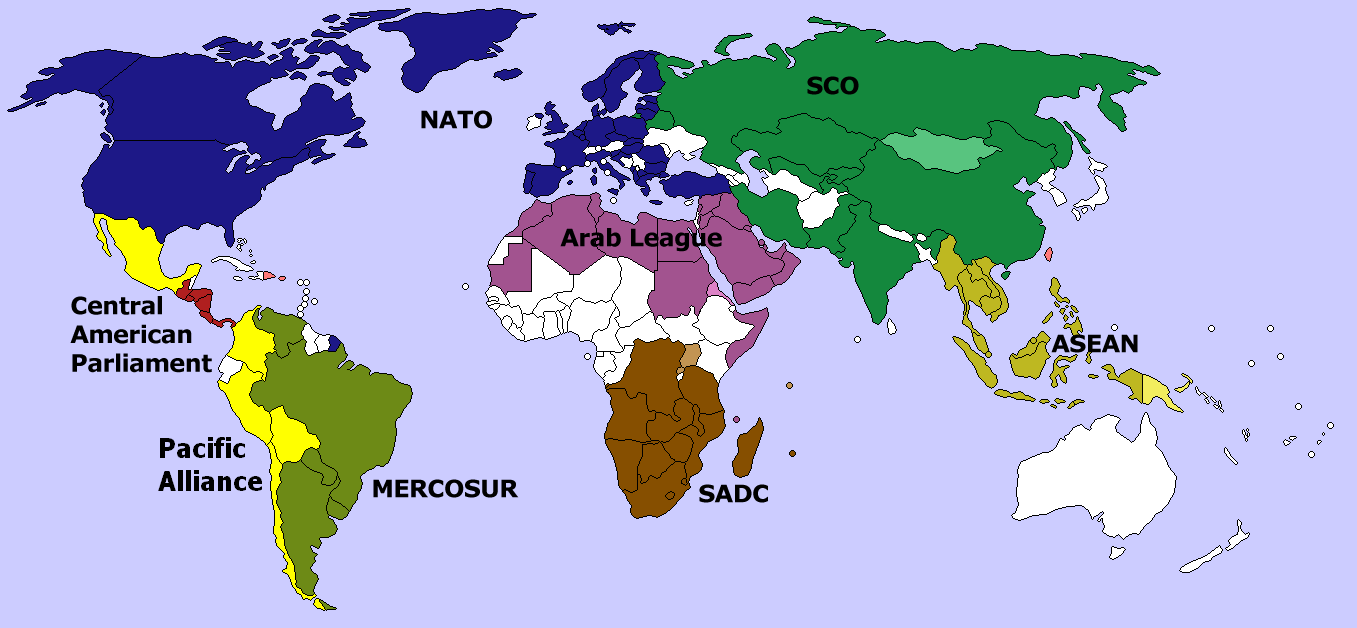
Várias grandes alianças não sobrepostas, em cores mais suaves indicam países observadores/associados ou candidatos

A integração regional tem sido definida como o processo pelo qual os Estados nacionais independentes "misturam-se, fundem-se e misturam-se voluntariamente com os seus vizinhos, de modo a perder os atributos factuais da soberania, ao mesmo tempo que adquirem novas técnicas de resolução de conflitos entre si".  De Lombaerde e Van Langenhove o descrevem como um fenômeno mundial de sistemas territoriais que aumenta as interações entre seus componentes e cria novas formas de organização , coexistindo com formas tradicionais de organização estatal em nível nacional.  Alguns estudiosos veem a integração regional simplesmente como o processo pelo qual os estados dentro de uma determinada região aumentam seu nível de interação com relação a questões econômicas, de segurança, políticas ou sociais e culturais.
Em suma, a integração regional é a união de estados individuais dentro de uma região em um todo maior. O grau de integração depende da vontade e compromisso dos estados soberanos independentes em compartilhar sua soberania. A integração profunda que se concentra na regulação do ambiente de negócios em um sentido mais geral enfrenta muitas dificuldades.
As iniciativas de integração regional, segundo Van Langenhove, devem cumprir pelo menos oito funções importantes:
- o fortalecimento da integração comercial na região.
- a criação de um ambiente propício para o desenvolvimento do setor privado.
- o desenvolvimento de programas de infraestrutura para apoiar o crescimento econômico e a integração regional.
- o desenvolvimento de instituições fortes do setor público e boa governança.
- a redução da exclusão social e o desenvolvimento de uma sociedade civil inclusiva.
- contribuição para a paz e a segurança na região.
- a construção de programas ambientais a nível regional.
- o fortalecimento da interação da região com outras regiões do mundo.[3]

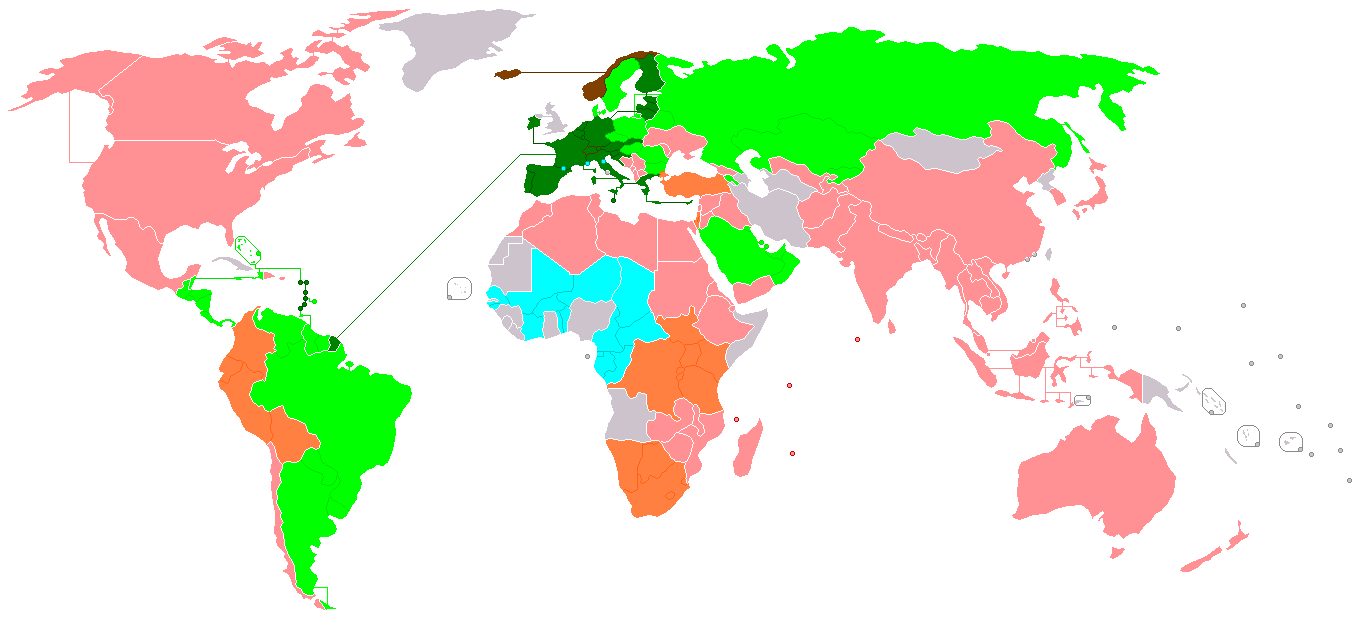
Etapas de integração econômica: (a) Verde-escuro: união econômica ou monetária; (b) Verde-claro: união econômica; (c) Azul-claro: união aduaneira ou monetária; (d) Marrom: mercado comum; (e) Alaranjado: união aduaneiras; (g) Rosa: área de livre comércio multilateral

A crise da ordem pós-guerra levou ao surgimento de uma nova estrutura política global. Essa nova estrutura política global tornou obsoleto o conceito clássico vestfaliano de um sistema de estados soberanos para conceituar a política mundial. O conceito de soberania tornou-se mais solto e as antigas definições legais do poder final e totalmente autônomo de um Estado-nação não são mais significativas.
A soberania, que ganhou sentido como afirmação da identidade cultural, perdeu sentido como poder sobre a economia. Todos os projetos de integração regional durante a Guerra Fria foram construídos sobre o sistema estatal da Vestfália e foram projetados para servir ao crescimento econômico , bem como aos motivos de segurança em sua assistência aos objetivos de construção do estado. A integração regional e a globalização são dois fenômenos que desafiam a ordem global preexistente baseada em estados soberanos desde o início do século XXI. Os dois processos afetam profundamente a estabilidade do sistema estatal vestfaliano, contribuindo assim para a desordem e uma nova ordem global.
A integração mais estreita das economias vizinhas tem sido frequentemente vista pelos governos como o primeiro passo para a criação de um mercado regional maior para comércio e investimento. Afirma-se que isso estimula maior eficiência, ganho de produtividade e competitividade, não apenas pela redução das barreiras fronteiriças, mas pela redução de outros custos e riscos do comércio e do investimento. Os acordos comerciais bilaterais e sub-regionais têm sido defendidos pelos governos como ferramentas de desenvolvimento econômico, pois foram concebidos para promover a desregulamentação econômica. Tais acordos também visam reduzir o risco de reversão para o protecionismo, travando as reformas já realizadas e incentivando o ajuste estrutural.
Alguns afirmam que o desejo de uma integração mais próxima geralmente está relacionado a um desejo maior de abrir os Estados-nação ao mundo exterior, ou que a cooperação econômica regional é buscada como meio de promover o desenvolvimento por meio de maior eficiência, e não como meio de prejudicar outros. Alega - se também que os membros desses acordos esperam que eles tenham sucesso como blocos de construção para o progresso com uma gama crescente de parceiros e em direção a um ambiente global geralmente mais livre e aberto para comércio e investimento e que a integração não é um fim em si mesmo, mas um processo para apoiar estratégias de crescimento econômico, maior igualdade social e democratização.
No entanto, as estratégias de integração regional perseguidas por interesses econômicos e nacionais, particularmente nos últimos 30 anos, também foram altamente contestadas pela sociedade civil. Não há evidências conclusivas que sugiram que as estratégias de desregulamentação econômica ou maior proteção ao investidor implementadas como formas de integração regional tenham conseguido contribuir para o "progresso" no crescimento econômico sustentável, já que o número de crises econômicas em todo o mundo aumentou em frequência e intensidade nas últimas décadas. Além disso, há evidências crescentes de que as formas de integração regional empregadas pelos Estados-nação realmente agravaram a desigualdade social e diminuíram a responsabilidade democrática. Como resultado da contradição persistente entre as antigas promessas de integração regional e a experiência do mundo real, a demanda de toda a sociedade civil global por formas alternativas de integração regional tem crescido.
Os arranjos de integração regional são parte integrante da atual ordem econômica global e essa tendência é agora um futuro reconhecido no cenário internacional. Ele alcançou um novo significado e um novo significado. Os arranjos de integração regional são principalmente o resultado da necessidade sentida pelos Estados-nação de integrar suas economias a fim de alcançar um rápido desenvolvimento econômico, diminuir os conflitos e construir confiança mútua entre as unidades integradas. O sistema de Estado-nação, que tem sido o padrão predominante das relações internacionais desde a Paz de Vestfália em 1648, está evoluindo para um sistema em que os agrupamentos regionais de Estados estão se tornando cada vez mais importantes em relação aos Estados soberanos. Alguns argumentaram que a ideia de Estado e sua soberania se tornou irrelevante por processos que estão ocorrendo tanto em nível global quanto local. Walter Lippmann acredita que "os verdadeiros membros constituintes da ordem internacional do futuro são as comunidades de estados". Eh Carr compartilha a visão de Lippmann sobre a ascensão do regionalismo e dos arranjos regionais e comentou que "o conceito de soberania provavelmente se tornará no futuro ainda mais nebuloso e indistinto do que é no presente".

## Acordos de integração regional
Os acordos de integração regional (AIRs) levaram a grandes desenvolvimentos nas relações internacionais entre e entre muitos países, especificamente aumentos no comércio e investimento internacionais e na formação de blocos comerciais regionais. Como fundamental para o processo multifacetado de globalização, a integração regional tem sido um grande desenvolvimento nas relações internacionais dos últimos anos. Assim, os Acordos de Integração Regional ganharam grande importância. Não apenas quase todas as nações industrializadas fazem parte de tais acordos, mas também um grande número de nações em desenvolvimento também fazem parte de pelo menos um e, em alguns casos, mais de um acordo.
A quantidade de comércio que ocorre no âmbito de tais acordos é de cerca de 35%, o que representa mais de um terço do comércio no mundo. O principal objetivo desses acordos é reduzir as barreiras comerciais entre as nações envolvidas, mas a estrutura pode variar de acordo para acordo. A remoção das barreiras comerciais ou a liberalização de muitas economias teve múltiplos impactos, em alguns casos aumentando o Produto Interno Bruto (PIB), mas também resultando em maior desigualdade global, concentração de riqueza e aumento da frequência e intensidade das crises econômicas.
O número de acordos acordados sob as regras do GATT e da OMC e assinados a cada ano aumentou dramaticamente desde a década de 1990. Havia 194 acordos ratificados em 1999 e continha 94 acordos do início dos anos 1990. Os últimos anos experimentaram grandes mudanças qualitativas e quantitativas nos acordos relacionados ao Esquema de Integração Regional. As três principais mudanças foram as seguintes:
- Reconhecimento de Integração Profunda.
- Regionalismo fechado para modelo aberto.
- Advento dos blocos comerciais.

### Reconhecimento de Integração Profunda
Reconhecimento de Integração Profunda analisa o aspecto de que a integração efetiva é um aspecto muito mais amplo, superando a ideia de que a redução de tarifas, cotas e barreiras proporcionará soluções efetivas. Em vez disso, reconhece o conceito de que barreiras adicionais tendem a segmentar os mercados. Isso impede o livre fluxo de bens e serviços, juntamente com ideias e investimentos. Assim, reconhece-se agora que o atual quadro de políticas comerciais tradicionais não é adequado o suficiente para enfrentar essas barreiras. Essa integração profunda foi implementada pela primeira vez no Programa do Mercado Único na União Europeia. No entanto, à luz do contexto moderno, esse debate está sendo proposto nas cláusulas de diferentes acordos de integração regional decorrentes do aumento do comércio internacional (UE).

### Regionalismo fechado para modelo aberto
A mudança de um sistema de regionalismo fechado para um modelo mais aberto decorreu do fato de que a seção de blocos comerciais que se formaram entre os países em desenvolvimento nas décadas de 1960 e 1970 baseou-se em alguns modelos específicos, como os de substituição de importações como bem como acordos regionais juntamente com a prevalência de barreiras comerciais externas geralmente altas. O aspecto positivo dessa mudança é que houve alguma reestruturação de alguns acordos antigos. Os acordos tendem a ser mais avançados em sua abordagem externa, bem como mostram compromisso em tentar fazer avançar o comércio internacional, em vez de tentar colocar um limite por meio de um controle estrito.

### Blocos comerciais
O advento dos blocos comerciais tende a estabelecer alguma paridade entre os países industrializados de alta renda e os países em desenvolvimento com uma base de renda muito mais baixa, na medida em que tendem a servir como parceiros iguais em tal sistema. O conceito de parceiros iguais surgiu do conceito de dar reforço às economias de todos os países membros. Os vários países concordam, então, no fato de que ajudarão as economias a manter o equilíbrio comercial entre e proibirão a entrada de outros países em seu processo comercial. Um exemplo importante seria a Área de Livre Comércio da América do Norte formada em 1994, quando o Acordo de Livre Comércio Canadá/EUA foi estendido ao México. Outro exemplo vibrante seria como a União Europeia formou vínculos incorporando as economias em transição da Europa Oriental por meio dos Acordos Europeus. Assinou acordos com a maioria dos países mediterrânicos desenvolvendo fortemente a união aduaneira da União Europeia e Turquia e uma política mediterrânica.

## Integração regional recente
A integração regional na Europa foi consolidada no Tratado da União Europeia (o Tratado de Maastricht), que entrou em vigor em novembro de 1993 e estabeleceu a União Europeia. A Associação Europeia de Livre Comércio é um bloco de livre comércio formado por quatro países (Islândia, Liechtenstein, Suíça e Noruega) que opera em paralelo e está vinculado à União Europeia. Em janeiro de 1994, o Acordo de Livre Comércio da América do Norte foi formado quando o México aderiu a um acordo bilateral de livre comércio anterior entre os EUA e o Canadá. No Pacífico, houve a Área de Livre Comércio da ASEAN (AFTA) em 1993, que procurou reduzir as tarifas. A AFTA começou a todo vapor em 2000.

## Integração Regional Alternativa
Na última década, a integração regional se acelerou e se aprofundou em todo o mundo, na América Latina e América do Norte, Europa, África e Ásia, com a formação de novas alianças e blocos comerciais. No entanto, os críticos das formas que essa integração assumiu têm apontado consistentemente que as formas de integração regional promovidas muitas vezes têm caráter neoliberal, em linha com os motivos e valores da Organização Mundial do Comércio, do Fundo Monetário Internacional e do Banco Mundial - promover a desregulamentação financeira, a remoção de barreiras ao capital e corporações globais, seus proprietários e investidores; com foco na industrialização, aumentando os volumes de comércio global e o aumento do PIB. Isso foi acompanhado por um aumento acentuado da desigualdade global, crescentes problemas ambientais como resultado do desenvolvimento industrial, o deslocamento de comunidades anteriormente rurais, favelas urbanas em constante expansão, aumento do desemprego e o desmantelamento de proteções sociais e ambientais. A desregulamentação financeira global também tem contribuído para o aumento da frequência e gravidade das crises econômicas, enquanto os governos têm perdido cada vez mais a soberania para agir para proteger e fomentar economias enfraquecidas, uma vez que estão presos às regras de livre comércio implementadas pela OMC e pelo FMI.
Os defensores da integração regional alternativa argumentam fortemente que as soluções para as crises globais (financeira, econômica, ambiental , climática, energética, sanitária, alimentar, social etc.) exigem a cooperação de diferentes povos em toda a geografia. No entanto, propõem alternativas às formas dominantes de integração neoliberal, que atende prioritariamente às necessidades das corporações transnacionais e dos investidores. Renomado economista, professor de Harvard, ex-vice-presidente sênior e economista-chefe do Banco Mundial, Joseph Stiglitz também argumentou fortemente contra a globalização neoliberal. Stiglitz argumenta que a desregulamentação, o livre comércio e os cortes de gastos sociais ou as políticas de austeridade da economia neoliberal na verdade criaram e pioraram as crises globais. Em seu livro de 2002 "Globalization and Its Discontents", ele explica como as economias industrializadas dos EUA, Europa, Japão, Coreia do Sul e Taiwan se desenvolveram não com as políticas neoliberais promovidas nos países em desenvolvimento e no Sul global pela OMC, FMI e Banco Mundial, mas em vez disso, com uma cuidadosa combinação de proteção, regulamentação, apoio social e intervenção dos governos nacionais no mercado.

### A Agenda Popular para Regionalismos Alternativos
A "Agenda Popular para Regionalismos Alternativos" (PAAR) é uma rede da sociedade civil, movimento social e organizações comunitárias de todo o mundo, pedindo formas alternativas de integração regional. O PAAR se esforça para "promover a fertilização cruzada de experiências sobre alternativas regionais entre movimentos sociais e organizações da sociedade civil da Ásia, África, América do Sul e Europa". Além disso, "[ele] visa contribuir para a compreensão da integração regional alternativa como uma estratégia fundamental para lutar contra a globalização neoliberal e ampliar a base entre os principais atores sociais para o debate político e a ação em torno da integração regional" e, portanto, está empenhada em expandir e aprofundar a democracia global.
O PAAR visa “construir processos transregionais para desenvolver o conceito de “integração popular”, articular o desenvolvimento de novas análises e insights sobre questões regionais-chave, expor os problemas da integração regional neoliberal e os limites do modelo de integração liderado pela exportação, compartilhar e desenvolver táticas e estratégias conjuntas para o engajamento crítico com os processos de integração regional, bem como o desenvolvimento de alternativas das pessoas." Baseia-se e alarga o trabalho da Rede de Solidariedade do Povo da África Austral (SAPSN).
A iniciativa PAAR visa desenvolver essas redes e apoiar seus esforços para recuperar a democracia nas regiões, recriar processos de integração regional e promover alternativas regionais centradas nas pessoas. No vídeo "Global Crises, Regional Solutions", a rede argumenta que a integração e a cooperação regional são essenciais para enfrentar as muitas dimensões das atuais crises globais e que nenhum país pode enfrentar essas crises sozinho. O vídeo também pede que os países quebrem sua dependência dos mercados globais, bem como o modelo de desenvolvimento dominante que não conseguiu lidar com a crescente fome global, pobreza e destruição ambiental, resultando em maior desigualdade e agitação social. A integração regional, argumenta o vídeo, deve ser muito mais do que cooperação macroeconômica entre estados e corporações; deve proteger os recursos ecológicos compartilhados e deve promover o desenvolvimento humano — saúde, bem-estar e democracia — como base do desenvolvimento econômico.